# Филлокладий

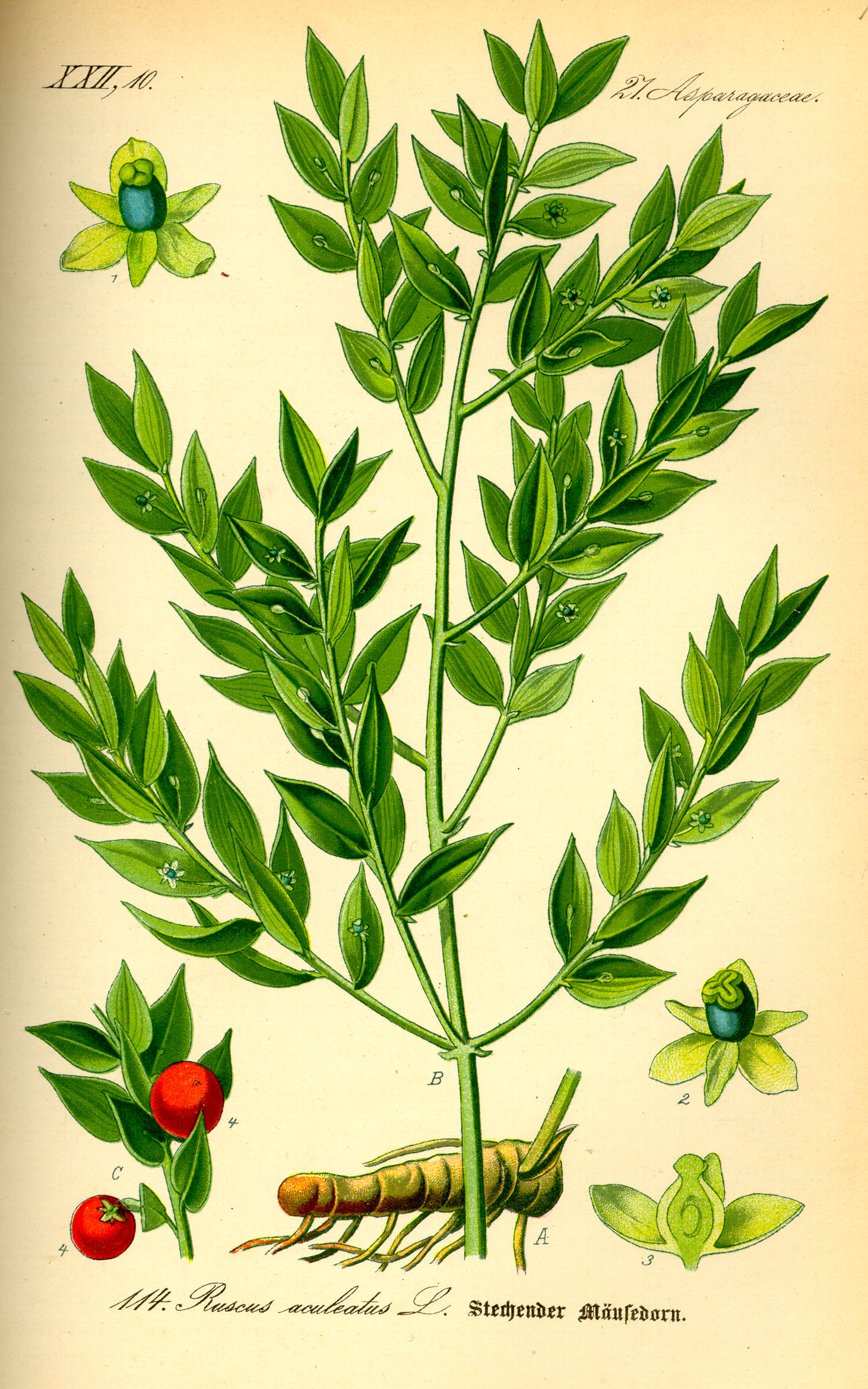
Иллюстрация Ruscus aculeatus и его листовидных филлокладиев

Филлокладии (от греч. φύλλων — лист и κλάδος — ветвь, побег) — видоизменённые побеги растений, у которых стебли приобретают листовидную форму и выполняют функцию фотосинтеза, а листья редуцированы и представлены чешуйками, расположенными по краям или на поверхности филлокладия. В пазухах этих чешуевидных листьев развиваются соцветия или одиночные цветки. Одни морфологи растений относят к филлокладиям только плоские листоподобные побеги, быстро заканчивающие свой рост, а долго растущие называются кладодиями, другие считают эти термины синонимами.
Филлокладии встречаются у растений различных семейств, распространённых главным образом в засушливых местностях. Полагают, что филлокладии, как и филлодии, служат приспособлением к уменьшению транспирации. Среди растений флоры России типичные филлокладии имеют разные виды рода иглица.
Филлокладии были присущи некоторым ископаемым растениям ещё в пермском периоде.